# 강제 휴가
미국에서 강제 휴가(furlough, 네덜란드어의 휴가 기간이라는 의미의 verlof에서 유래)는 특정 고용주 또는 전체적 경제 문제로 인한 회사의 특별 요구로 인해 직원이 강제로 휴가를 떠나는 것을 의미한다. 이러한 비자발적인 강제 휴가는 단기간, 장기간이 될 수 있으며 이 기간 동안에는 다른 임시 고용직 취업이 가능하다.
미국 정부에서는 긴급 자금 조달이 불가능하거나 예산안 통과 실패 등으로 인해 연방 정부 기관이 일시적으로 폐쇄될 경우 내려지는 조치이다.

## 같이 보기
- 일시 해고 (Layoff)
- 주 4주 근무